# Rotore (meccanica)
Un rotore è la parte rotante attorno al proprio asse, se esiste, di un macchinario per la generazione o la trasmissione di potenza.
Il termine viene usato se la parte rotante è strutturata in maniera tale da contribuire significativamente alla trasmissione di potenza: una ruota a pale di una turbina o il nucleo rotante di un motore elettrico sono chiamati rotori, mentre l'albero a camme di un motore a scoppio no.

## Funzionamento
Laddove occorra trasformare il movimento in energia o viceversa, una delle parti della macchina utilizzata dovrà essere mobile rispetto all'altra. Una larga classe di queste macchine risolvono il problema utilizzando una parte rotante attorno al proprio asse, detta appunto rotore, che da un lato trasmette o riceve forza e potenza meccanici, e dall'altra riceve o trasmette energia sotto un'altra forma o utilizzando un diverso modo di trasmissione. In contrapposizione, lo statore è la parte del macchinario che rimane solidale col terreno o con un altro riferimento fisso, e che spesso (non sempre) è anche il veicolo di trasmissione di forza e potenza che interagisce col rotore.

## Impiego
Viene utilizzato in maggior parte nei motori, tipicamente quelli elettrici, costituiti da un accoppiamento rotore-statore, dove la trasmissione di potenza è affidata alle forze elettromagnetiche che si generano fra le due parti, opportunamente alimentate dalla corrente. Il generatore elettrico inverte concettualmente il percorso della potenza, da una sorgente meccanica a una linea elettrica.
Le turbine sono invece un esempio di macchina generatrice, che riceve potenza dalla pressione del gas o dell'acqua entranti e la trasmettono lungo il proprio asse, mentre lo statore svolge solo una funzione di contenimento ed eventualmente indirizzamento dei fluidi.

## Svantaggi
La necessità di dover controllare i rotori, per modificare ad esempio l'inclinazione delle pale nelle turbine, pone il problema di dover agire tramite contatti mobili, striscianti o volventi poiché non è possibile fissare nessun componente fisso con l'ambiente al rotore. Questi contatti, specie quelli elettrici, possono rappresentare un punto debole per l'intera apparecchiatura, preferendo nella maggior parte dei casi l'adozione di soluzioni che ne prevedano l'uso il meno possibile.